# Bentiu
Bentiu (în arabă بانتيو) este un oraș în partea de nord a Sudanului de Sud, pe malul sudic al râului Bahr el Ghazal, vis-a-vis de orașul Rubkona. Este reședința statului Unitatea. Conform unei estimări din 2009 localitatea avea 6.494 locuitori. Aeroport. Până la data de 9 iulie 2011 a făcut parte din Sudan.